# 1804 en Grèce ottomane
Chronologie de la Grèce ottomane
- 1800
- 1801
- 1802
- 1803
- 1804
- 1805
- 1806
- 1807
- 1808

Cette page concerne les évènements survenus en 1804 en Grèce ottomane  :

## Naissance
- Ánthimos III d'Éphèse (bg), religieux.
- Panagiótis Georgíou (el), militaire.
- Nikólaos Pierákos Mavromichális (el), personnalité politique.
- Efstáthios Símos (el), personnalité politique.
- Mítros Skilodímos (el), militaire et personnalité politique.

## Décès
- Vasílios Romféis (el), klephte.